# 2000 Miles
2000 Miles is een single en kerstlied van de Brits-Amerikaanse band The Pretenders uitgebracht op 18 november 1983 vooruitlopend op hun album Learning to Crawl uit 1984.

## Achtergrond
De plaat had het meeste succes in thuisland het Verenigd Koninkrijk met positie 15 in de UK Singles Chart in december 1983 en in het Nederlandse taalgebied. In de Verenigde Staten was het de B-kant van zowel de 7- als de 12-inch-single-remix van de hit "Middle of the Road". Als kerstlied maakt het ook deel uit van verscheidene verzamelalbums. De meeste mensen denken dat 2000 mijl slaat op de grote afstand tussen twee minnaars die elkaar gedurende feestdagen missen. Dat is een misvatting aangezien men James Honeyman-Scott, de oorspronkelijke gitarist van de groep, heeft bedoeld.
In Nederland was de plaat op vrijdag 2 december 1983 Veronica Alarmschijf op Hilversum 3 en werd een grote hit in de destijds drie landelijke hitlijsten op de nationale publieke popzender. De plaat bereikte de 8e positie in de Nederlandse Top 40, de 13e positie in de Nationale Hitparade en piekte op de 6e positie in de TROS Top 50. In de Europese hitlijst op Hilversum 3, de TROS Europarade, werd géén notering behaald.
In België bereikte de plaat de 13e positie in zowel de voorloper van de Vlaamse Ultratop 50 als de Vlaamse Radio 2 Top 30. In Wallonië werd géén notering behaald.
Sinds de allereerste editie in december 1999 stond de plaat t/m 2002 onafgebroken genoteerd en voor het laatst in 2012 in de jaarlijkse NPO Radio 2 Top 2000 van de Nederlandse publieke radiozender NPO Radio 2, met als hoogste notering een 1306e positie in 2000.

## Covers
Vele artiesten hebben het lied gecoverd, waaronder Coldplay en KT Tunstall, die het in Radio 2 Music Club ten gehore bracht op 5 december 2007 in Londense O2 arena. Ten gunste van een charitatieve instelling werd deze versie downloadbaar gemaakt.
In 2010 brachten The Mighty Mighty Bosstones een cover op 7-inch vinyl uit en tevens een muziekvideo.

## Hitnoteringen

### Nederlandse Top 40
| Hitnotering: 10-12-1983 t/m 14-01-1984 | Hitnotering: 10-12-1983 t/m 14-01-1984 | Hitnotering: 10-12-1983 t/m 14-01-1984 | Hitnotering: 10-12-1983 t/m 14-01-1984 | Hitnotering: 10-12-1983 t/m 14-01-1984 | Hitnotering: 10-12-1983 t/m 14-01-1984 | Hitnotering: 10-12-1983 t/m 14-01-1984 |
| Week:                                  | 1                                      | 2                                      | 3                                      | 4                                      | 5                                      |                                        |
| -------------------------------------- | -------------------------------------- | -------------------------------------- | -------------------------------------- | -------------------------------------- | -------------------------------------- | -------------------------------------- |
| Positie:                               | 19                                     | 8                                      | 8                                      | 17                                     | 37                                     | uit                                    |

### Nationale Hitparade
| Hitnotering: (Week 1 t/m 7) 10-12-1983 t/m 21-01-1984 Hitnotering: (Week 8) 30-12-2017 Hitnotering: (Week 9) 29-12-2018 | Hitnotering: (Week 1 t/m 7) 10-12-1983 t/m 21-01-1984 Hitnotering: (Week 8) 30-12-2017 Hitnotering: (Week 9) 29-12-2018 | Hitnotering: (Week 1 t/m 7) 10-12-1983 t/m 21-01-1984 Hitnotering: (Week 8) 30-12-2017 Hitnotering: (Week 9) 29-12-2018 | Hitnotering: (Week 1 t/m 7) 10-12-1983 t/m 21-01-1984 Hitnotering: (Week 8) 30-12-2017 Hitnotering: (Week 9) 29-12-2018 | Hitnotering: (Week 1 t/m 7) 10-12-1983 t/m 21-01-1984 Hitnotering: (Week 8) 30-12-2017 Hitnotering: (Week 9) 29-12-2018 | Hitnotering: (Week 1 t/m 7) 10-12-1983 t/m 21-01-1984 Hitnotering: (Week 8) 30-12-2017 Hitnotering: (Week 9) 29-12-2018 | Hitnotering: (Week 1 t/m 7) 10-12-1983 t/m 21-01-1984 Hitnotering: (Week 8) 30-12-2017 Hitnotering: (Week 9) 29-12-2018 | Hitnotering: (Week 1 t/m 7) 10-12-1983 t/m 21-01-1984 Hitnotering: (Week 8) 30-12-2017 Hitnotering: (Week 9) 29-12-2018 | Hitnotering: (Week 1 t/m 7) 10-12-1983 t/m 21-01-1984 Hitnotering: (Week 8) 30-12-2017 Hitnotering: (Week 9) 29-12-2018 | Hitnotering: (Week 1 t/m 7) 10-12-1983 t/m 21-01-1984 Hitnotering: (Week 8) 30-12-2017 Hitnotering: (Week 9) 29-12-2018 | Hitnotering: (Week 1 t/m 7) 10-12-1983 t/m 21-01-1984 Hitnotering: (Week 8) 30-12-2017 Hitnotering: (Week 9) 29-12-2018 | Hitnotering: (Week 1 t/m 7) 10-12-1983 t/m 21-01-1984 Hitnotering: (Week 8) 30-12-2017 Hitnotering: (Week 9) 29-12-2018 | Hitnotering: (Week 1 t/m 7) 10-12-1983 t/m 21-01-1984 Hitnotering: (Week 8) 30-12-2017 Hitnotering: (Week 9) 29-12-2018 |
| Week: | 1 | 2 | 3 | 4 | 5 | 6 | 7 | | 8 | | 9 | |
| --- | --- | --- | --- | --- | --- | --- | --- | --- | --- | --- | --- | --- |
| Positie: | 41 | 15 | 14 | 13 | 17 | 34 | 46 | uit | 100 | uit | 94 | uit |

### TROS Top 50
Hitnotering: 08-12-1983 t/m 12-01-1984. Hoogste notering: #6 (1 week).

### Vlaamse Radio 2 Top 30
| Hitnotering: 31-12-1983 t/m 28-01-1984 | Hitnotering: 31-12-1983 t/m 28-01-1984 | Hitnotering: 31-12-1983 t/m 28-01-1984 | Hitnotering: 31-12-1983 t/m 28-01-1984 | Hitnotering: 31-12-1983 t/m 28-01-1984 | Hitnotering: 31-12-1983 t/m 28-01-1984 | Hitnotering: 31-12-1983 t/m 28-01-1984 |
| Week:                                  | 1                                      | 2                                      | 3                                      | 4                                      | 5                                      |                                        |
| -------------------------------------- | -------------------------------------- | -------------------------------------- | -------------------------------------- | -------------------------------------- | -------------------------------------- | -------------------------------------- |
| Positie:                               | 15                                     | 13                                     | 13                                     | 14                                     | 26                                     | uit                                    |

### NPO Radio 2 Top 2000
| Nummer met noteringen in de NPO Radio 2 Top 2000 | '99  | '00  | '01  | '02  | '03 | '04  | '05-'11 | '12  |
| ------------------------------------------------ | ---- | ---- | ---- | ---- | --- | ---- | ------- | ---- |
| 2000 Miles                                       | 1469 | 1306 | 1623 | 1885 | -   | 1914 | -       | 1717 |

1. ↑  Een '-' betekent dat het nummer niet was genoteerd en een vetgedrukt getal geeft de hoogste notering aan.
2. ↑  Deze tabel is bijgewerkt tot en met de laatste editie (2024).

- MusicBrainz work: e0ef291a-ab09-31f9-ba7b-3312b4782410